# ماداگاسکار (فیلم ۱۹۹۴)
ماداگاسکار (انگلیسی: Madagascar) فیلمی است که در سال ۱۹۹۴ منتشر شد.